# Adam Rusek
Adam Rusek, né en 1953, est un sociologue polonais, historien de la bande dessinée. 

## Biographie
En 1977, il obtient une maîtrise de sociologie à l'Université de Varsovie. En 2010, il reçoit un doctorat en sciences humaines sur la base de sa thèse intitulée Du divertissement à l'engagement idéologique. La Réalité polonaise en bandes dessinées de 1939 à 1955. De 1979 à 2018, il travaille au Département de bibliothéconomie de l'Institut du Livre puis au service des manuscrits de la Bibliothèque nationale de Pologne et est aujourd'hui à la retraite.  
Depuis 2013, il dirige la collection de bandes dessinées Dawny komiks polski . 

## Publications
- Tarzan, Matołek i inni. Cykliczne historyjki obrazkowe w Polsce w latach 1919-1939, Bibliothèque nationale, Varsovie 2001,
- Leksykon polskich bohaterów i serii komiksowych (Lexique des héros polonais et séries de bande dessinée), Bibliothèque nationale, Varsovie 2007,
- Od rozrywki do ideowego zaangażowania. Komiksowa rzeczywistość w Polsce w latach 1939 - 1955 (Du divertissement à l'engagement idéologique. La Réalité polonaise en bandes dessinées de 1939 à 1955), Bibliothèque nationale, Varsovie 2011
- (pl + en) Artur Wabik (dir.), Wojciech Jama, Tomasz Trzaskalil, Wojciech Birek, Adam Rusek, Paweł Panic, Michał Jutkiewicz et Andrzej Betlej (introduction), Teraz Komiks! : Comics Now!, Cracovie, Muzeum Narodowe w Krakowie, 2018 (ISBN 978-83-7581-266-4).
- Wojciech Birek, Piotr Machłajewski, Adam Rusek et Jerzy Szyłak, Histoire de la bande dessinée polonaise, Paris, PLG Édition / SoBD, coll. « Mémoire Vive », 2019, 188 p. (ISBN 978-2-917837-34-4).

## Filmographie
- 2011 : W ostatniej chwili. O komiksie w PRL-u (Dernière minute. À propos de la bande dessinée en République populaire de Pologne), réalisée par Mateusz Szlachtycz